# Truchdolvesbach

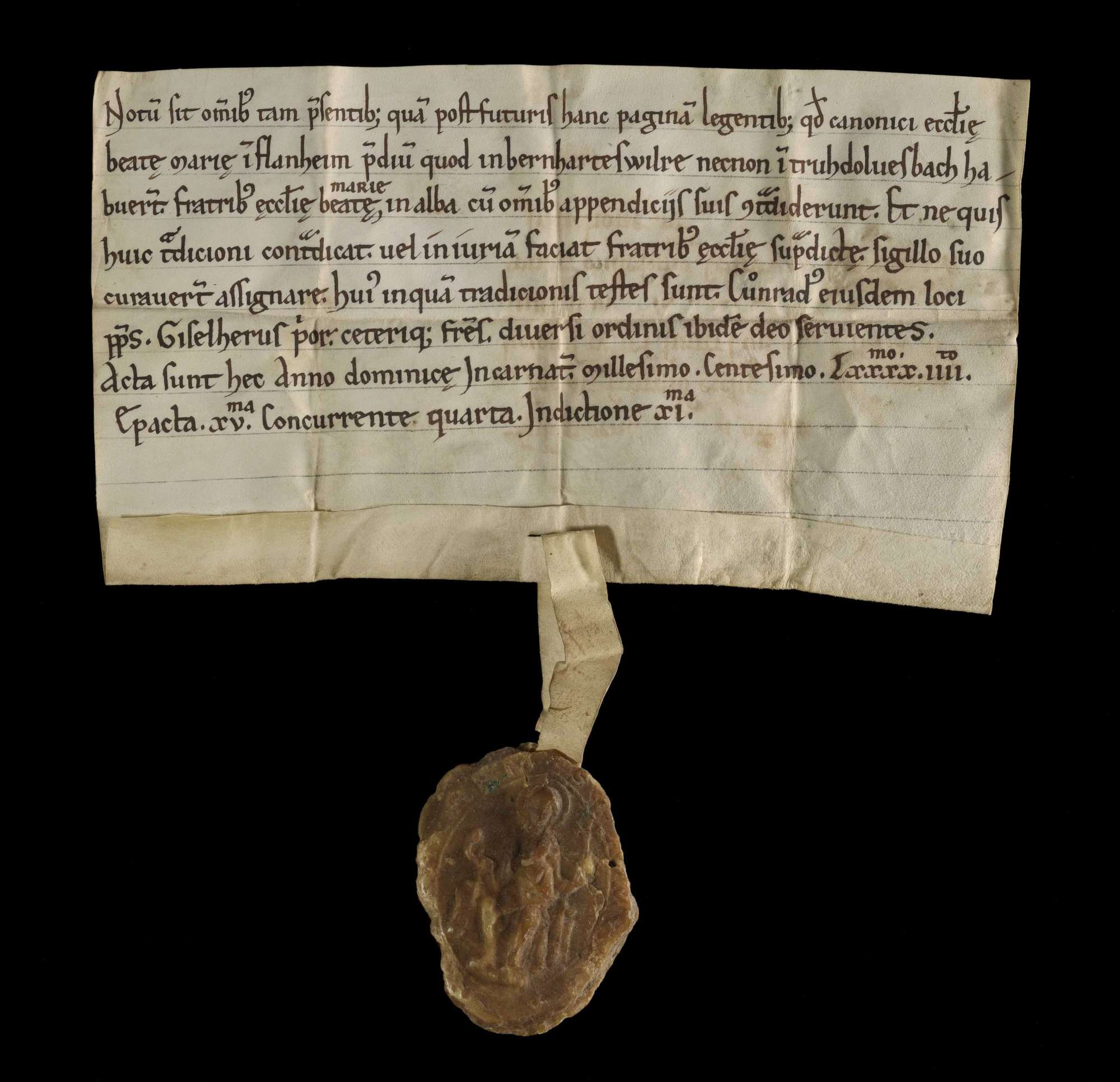
Urkunde im Landesarchiv Baden-Württemberg: „Das Stift Flonheim überlässt ein Gut in Bernhardsweiler und Truhdolvesbach an das Kloster Herrenalb.“ (1194)

Truchdolvesbach war ein wüst gewordener Ort in der Stadt Oberderdingen im Landkreis Karlsruhe in Baden-Württemberg.
Die Ersterwähnung in einer Urkunde aus dem Jahr 1194 lautet: „Notum sit omnibus tam presentibus quam postfuturis hanc paginam legentibus, quod canonici ecclesię beatę Marię in Flanheim predium quod in Bernharteswilre necnon in Truhdoluesbach habuerunt fratribus ęcclesię beatę Marie in Alba cum omnibus appendiciis suis contradiderunt. Et ne quis huic tradicioni contradicat, vel iniuriam faciat fratribus ęcclesię supradictę, sigillo suo curaverunt assignare. Huius inquam tradicionis testes sunt: Cůnradus eiusdem loci prepositus. Giselherus prior ceterique fratres diversi ordinis ibidem deo servientes.
Acta sunt hec anno dominicę incarnationis millesimo centesimo LXXXXmo IIIIto, epacta XVma, concurrente quarta, indictione XIma.“
Allen gegenwärtigen und zukünftigen Lesern dieser Seite sei bekannt, dass die Domherren der Marienkirche Flanheim die Güter in Bernharteswilre und Truhdoluesbach den Brüdern der Marienkirche in Alba mit allen Anlagen übergeben haben. Und damit niemand dieser Tradition widerspreche oder den Brüdern der oben genannten Kirche Unrecht zufüge, achteten sie darauf, sie mit ihrem Siegel zu kennzeichnen. Die Zeugen dieser Überlieferung, sage ich, sind: Cuonradus, Propst des gleichen Ortes. Giselherus war der erste, und die anderen Brüder eines anderen Ordens dienten dort Gott.
Diese Dinge wurden im Jahr 1194 der Menschwerdung des Herrn im dreizehnten, vierzehnten Epakt unter Beteiligung der vierten und der elften Indikation getan.